# Ordine del Sultano Qabus
L'Ordine del Sultano Qabus (in arabo: Wisām al-Sharīf al-ʿUmān), è un ordine cavalleresco concesso dall'Oman.

## Storia
L'Ordine è stato fondato nel 1985 dal sultano Qabus dell'Oman.

## Classi
L'Ordine dispone delle seguenti classi di benemerenza:
- Membro di I Classe
- Membro di II Classe
- Membro di III Classe

## Insegne
- Il nastro è blu con bordi oro.